# Tití ornat
El tití ornat (Plecturocebus ornatus) és una espècie de tití, un tipus de mico del Nou Món. És endèmic de Colòmbia. Els grups de titís ornats solen estar compostos per entre dos i quatre individus, que normalment són una parella monògama i una o dues cries seves.